# Lejanías (ort)
Lejanías är en ort i Colombia.   Den ligger i departementet Meta, i den centrala delen av landet, 120 km söder om huvudstaden Bogotá. Lejanías ligger 684 meter över havet och antalet invånare är 5 157.
Terrängen runt Lejanías är kuperad åt sydost, men åt nordväst är den bergig. Runt Lejanías är det glesbefolkat, med 20 invånare per kvadratkilometer. Lejanías är det största samhället i trakten. Omgivningarna runt Lejanías är huvudsakligen savann.